# Sumuru – Die Tochter des Satans
Sumuru – Die Tochter des Satans ist ein Actionfilm aus dem Jahr 1967 mit Shirley Eaton in der Titelrolle und George Nader als ihr Gegenspieler. Der Film basiert auf der Figur Sumuru des Autors Sax Rohmer und wurde 1969 mit Die sieben Männer der Sumuru fortgesetzt.

## Handlung
Die Schurkin Sumuru hat eine aus Frauen bestehende Armee aufgebaut, mit deren Hilfe sie die Weltherrschaft erringen will. Viele reiche und mächtige Männer sind den Frauen bereits verfallen und nun soll der sidonesische Präsident Boong von ihnen getötet werden. Der britische Geheimdienst schickt seinen Agenten Nick West, um Sumuru aufzuhalten. Der wird jedoch von Sumurus Getreuen gefangen genommen. Die Frauen versuchen, West für ihre Zwecke zu gewinnen.

## Hintergrund
Der Film wurde am 17. Mai 1967 in den USA veröffentlicht. In der Bundesrepublik Deutschland kam der Film am 14. Juli 1967 in die Kinos. Die Musik von John Scott wurde dabei weitgehend durch Industriefilmmusik aus den Archiven des Schacht Musikverlages von Martin Böttcher und Peter Thomas ersetzt. Unter anderem ertönt Musik, die auch im Spielfilm Die Diamantenhölle am Mekong verwendet wurde, des Weiteren Auszüge aus Böttchers sowie Peter Thomas’s Edgar-Wallace-Musiken.

## Kritik
„Zum Teil unfreiwillig komischer, vorwiegend aber brutaler Agentenfilm voller Klischees.“

„Ein mäßig gestalteter Abenteuerfilm, der durch die von Frauen begangenen Grausamkeiten einen ärgerlichen Eindruck macht. Für Jugendliche ungeeignet, auch Erwachsenen nicht zu empfehlen.“

Am 11. Oktober 2013 wurde der Film im Rahmen der Tele-5-Reihe Die schlechtesten Filme aller Zeiten gezeigt.